# Саат кула (Куманово)
Саат кула (на македонска литературна норма: Саат-кула) е бивша часовниковата кула в град Куманово, Република Македония.

## История
Кулата е изградена в Орта бунар махала вероятно заедно с Татар Синан бег джамия между 1520 и 1530 година, когато градът е в рамките на Османската империя. Разрушена е след Втората световна война.